# Böttcherstraße (Brema)

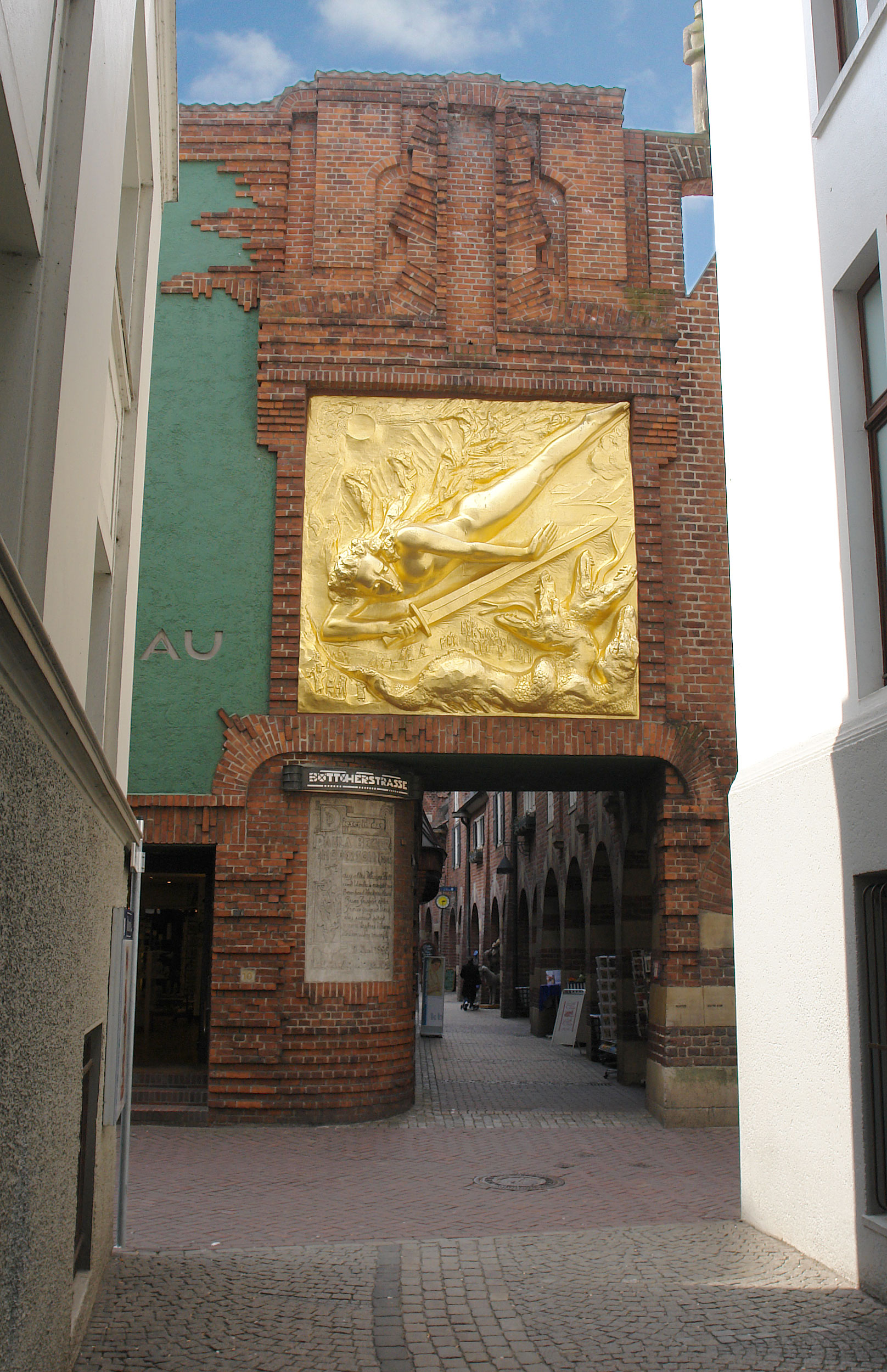
Brema: l'ingresso della Böttcherstraße.

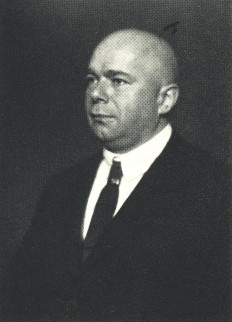
L'imprenditore Ludwig Roselius (1874-1943).

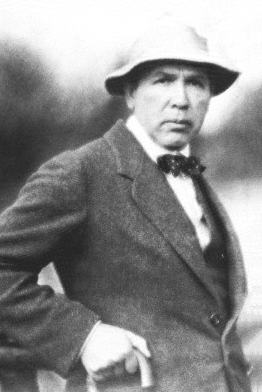
Lo scultore Bernhard Hoetger(1874 - 1949).

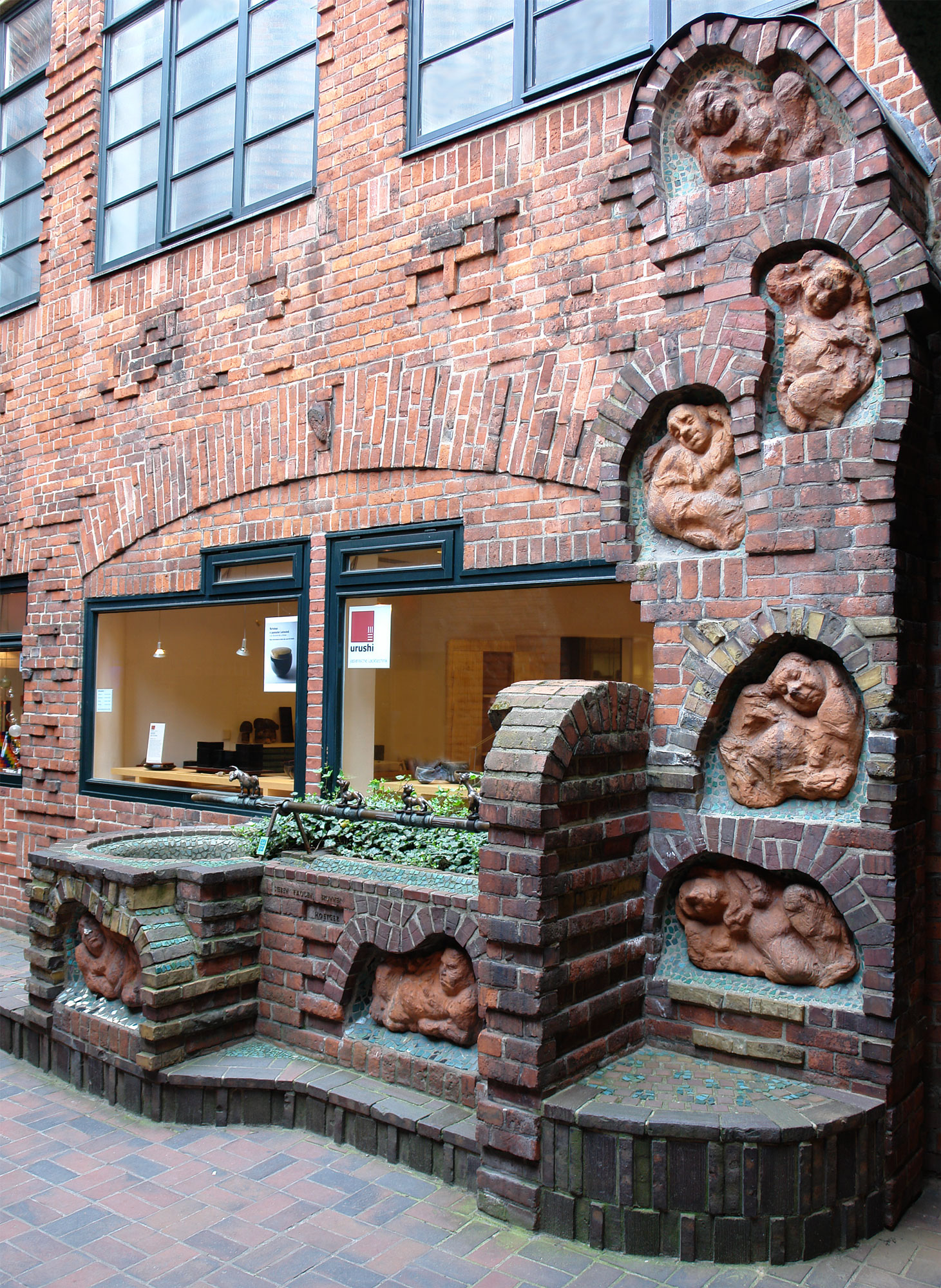
Böttcherstraße: la Brunnen der 7 Faulen ("Fontana dei 7 pigri").

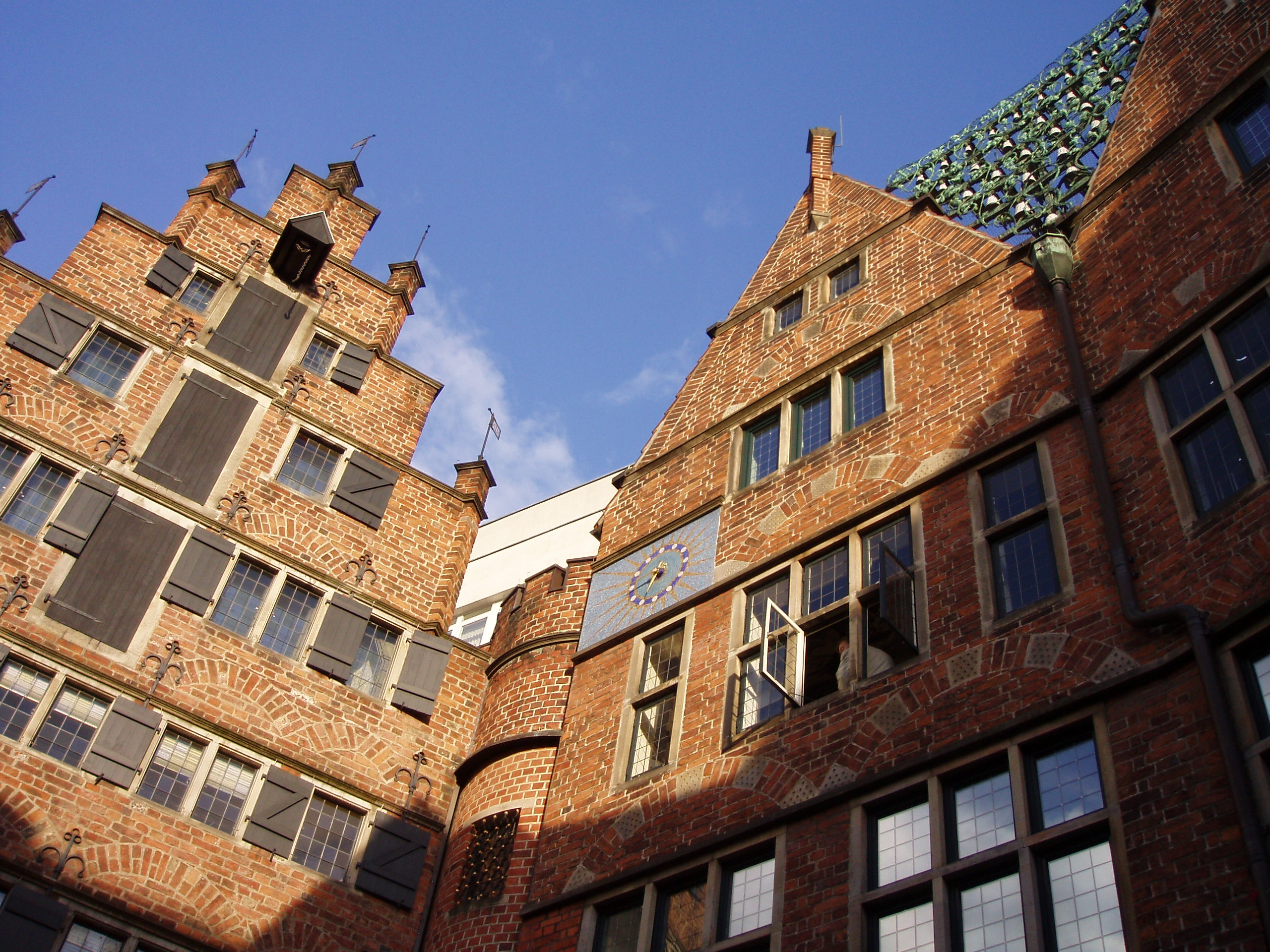
Böttcherstraße: La Haus des Glockenspiels ("Casa del carillon"; a destra nella foto).

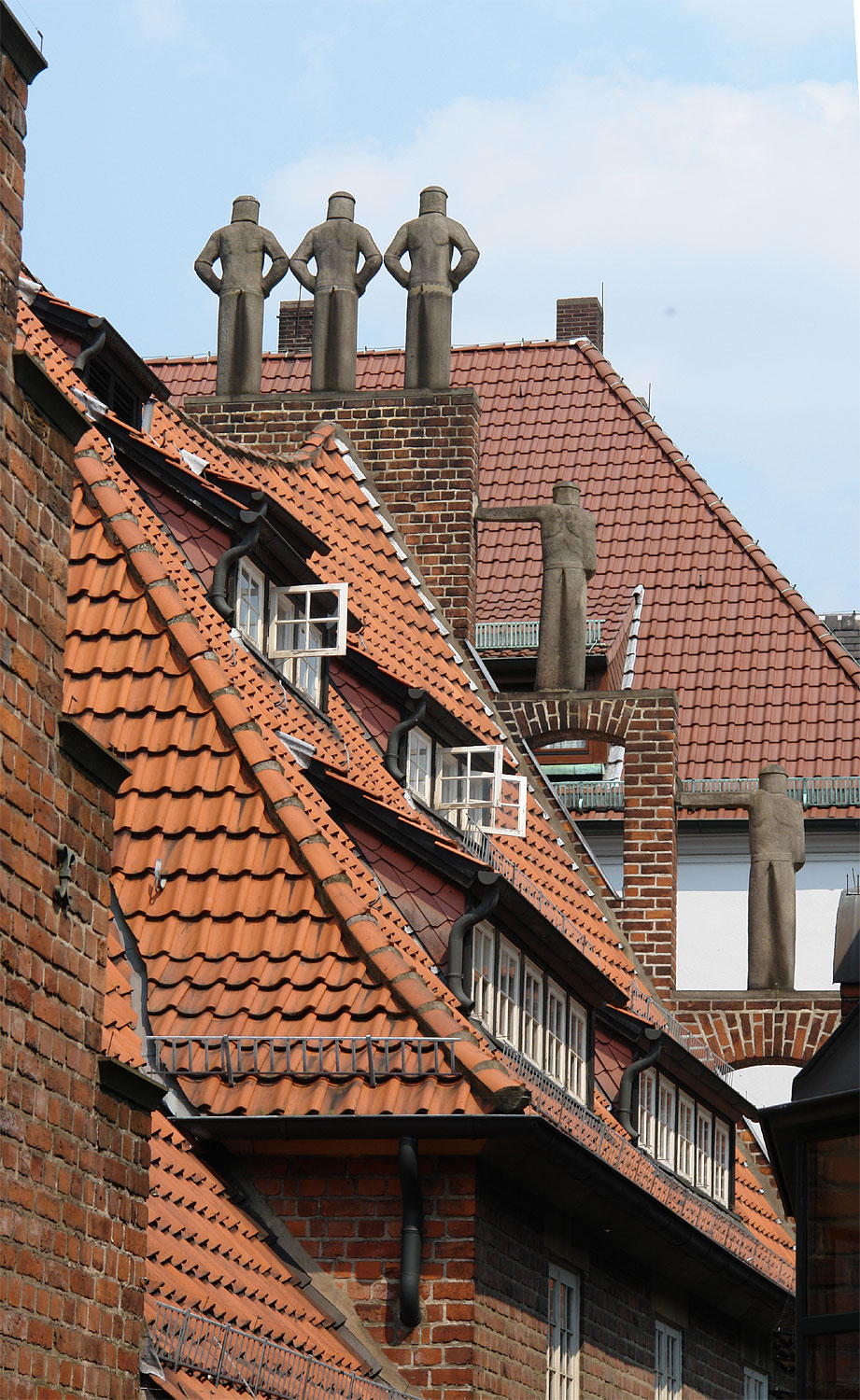
Böttcherstraße: la Haus der 7 Faulen ("Casa dei 7 pigri").

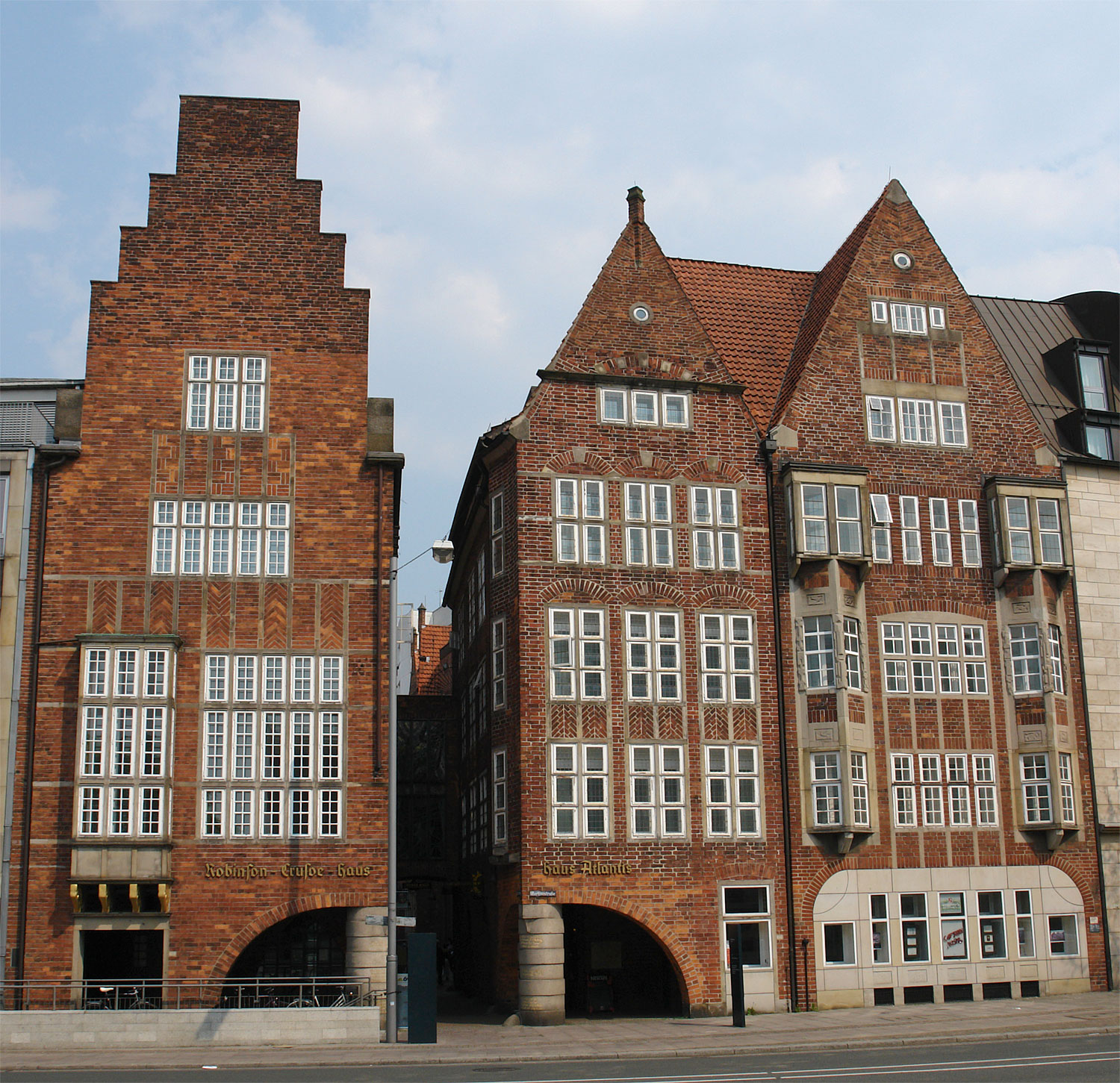
Böttcherstraße: la Robinson Crusoe Haus e l'Atlantis Haus.

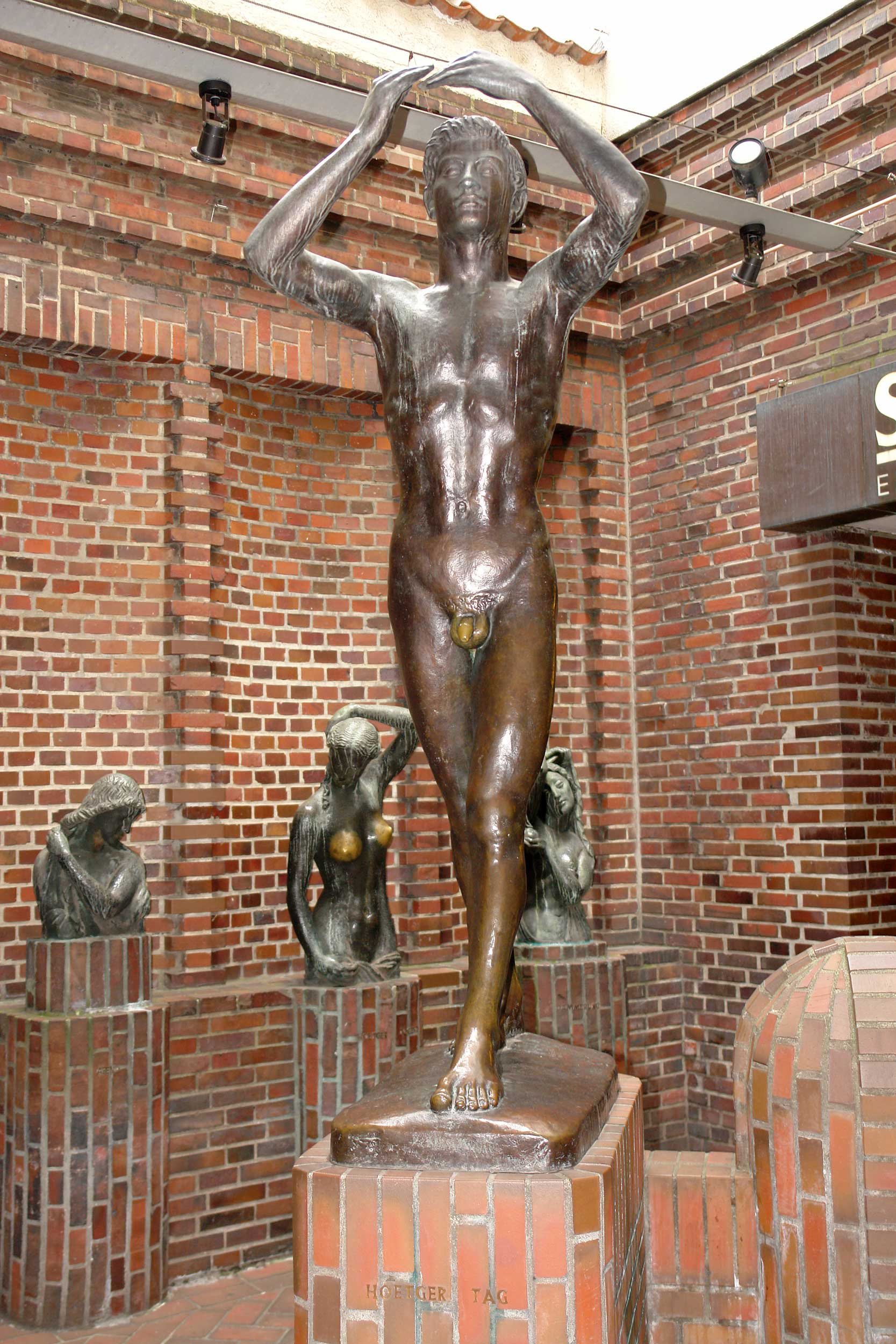
Böttcherstraße: sculture di Bernhard Hoetger.

La Böttcherstraße ("via/strada dei bottai"; pron.: /ˈbøtxɐːʃtʀasse/) è una celebre via della città tedesca di Brema (Germania nord-occidentale), convertita in via-museo tra il 1922 e il 1931 su progetto dell'architetto e scultore Bernhard Hoetger (1874 - 1949) e per volere del commerciante di caffè Ludwig Roselius (1874 - 1943).

La via è una delle principali attrazioni turistiche della città anseatica.
La via rappresenta un caratteristico esempio di espressionismo del mattone.

## Ubicazione
La Böttcherstraße si trova nel distretto di Bremen-Mitte, in pieno centro storico e collega la Martinstraße (strada lungo il fiume Weser, dove si trova l'imbarcadero) al Marktplatz (la piazza principale della città, dove si trovano il Municipio, la Statua di Rolando e il Duomo).

## Caratteristiche
La via, che misura circa 110 metri, è caratterizzata da edifici in laterizio, in gran parte risalenti alla ricostruzione del XX secolo, ma che rispecchiano lo stile delle città anseatiche. A questo va aggiunto lo stile espressionistico di Bernhard Hoetger.
Gli edifici lungo la via ospitano piccoli negozi, un casinò, un museo dedicato alla pittrice Paula Modersohn-Becker e altre esposizioni.
L'ingresso alla via è "segnato" da un bassorilievo raffigurante l'arcangelo Michele che uccide il drago, opera di Bernhard Hoetger.

## Storia
La via acquisì una notevole importanza già nel Medioevo, in quanto rappresentava il punto di collegamento tra il centro storico e il porto sul fiume Weser.

All'epoca, era la strada degli artigiani, soprattutto dei fabbricanti di botti, da cui il nome.
Nel 1902 (o 1906), un magazzino della via, risalente al XIV secolo venne acquistato da Ludwig Roselius, proprietario di una ditta di caffè (la futura Hag).

Lo stesso Roselius acquistò in seguito anche tutti gli altri edifici, che fece però demolire per affidare all'architetto e scultore Bernhard Hoetger un progetto di ricostruzione, che fu realizzato tra il 1922 e il 1933 e che conferì alla via l'aspetto che conosciamo oggi.
Il governo nazista decise di conservare la via come esempio di "arte degenerata".
Nel corso della seconda guerra mondiale, segnatamente nel 1944, molti edifici furono distrutti o gravemente danneggiati dai bombardamenti. La ricostruzione, almeno delle facciate, avvenne nove anni dopo.
Nel 1989, la via fu acquistata dalla Sparkasse Bremen ("Cassa di risparmio di Brema"), che diede inizio ad un'opera di restauro terminata nel 1999.

## Punti d'interesse

### Haus des Glockenspiels
La Haus des Glockenspiels ("Casa dei carillon"), opera di Bernhard Hoetger, è una delle principali attrattive turistiche della via, in particolar modo alle ore 12, 15 e 18 quando risuona il carillon costituito da numerose campane in ceramica di Meissen.

### Roselius Haus
Nella Roselius Haus, la casa di Ludwig Roselius, risalente al 1520 e costruita secondo lo stile chiamato "Jugendstil", si trova una collezione di mobili e dipinti appartenuta al commerciante.
Il museo fu inaugurato dallo stesso Roselius nel 1928.

### Paula-Modersohn-Becker-Haus
La Paula-Modersohn-Becker-Haus ("casa di Paula Modersohn-Becker"), costruita tra il 1926 e il 1927 secondo lo stile Jugendstil, ospita il Paula Modersohn-Becker Museum, un museo dedicato alle opere della pittrice espressionista Paula Modersohn-Becker (1876-1907), artista attiva a Worpswede.

### Haus Atlantis
La "Haus Atlantis" ("Casa Atlantide") è uno degli ultimi edifici eretti nella via: risale infatti al 1930-1931.

Il nome dell'edificio fa riferimento ad un gruppo di utopisti che mettevano in collegamento Atlantide con l'isola tedesca di Helgoland.

## Galleria d'immagini

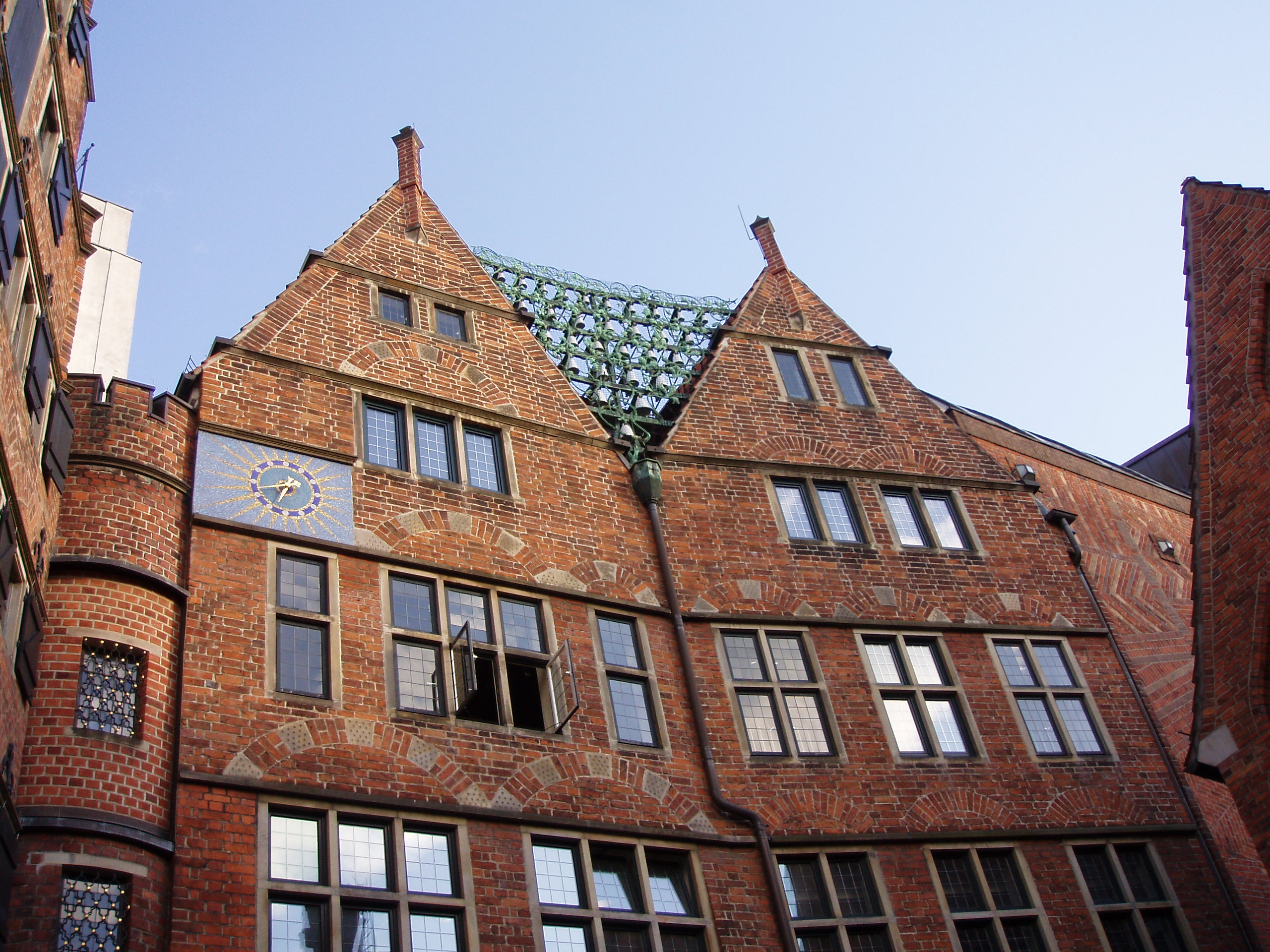
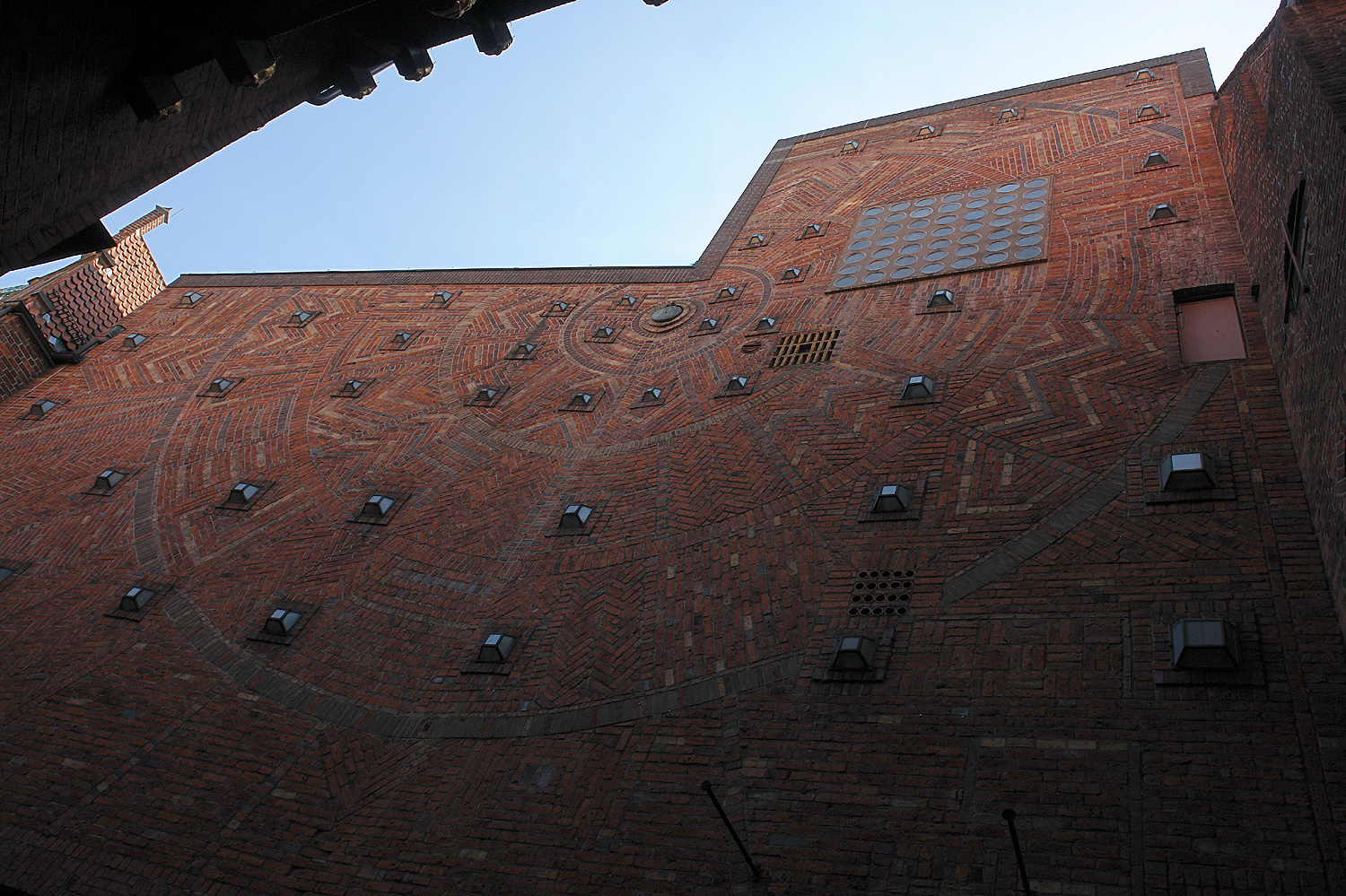
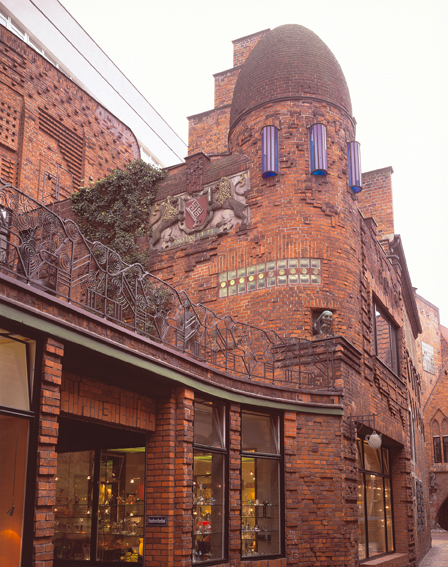
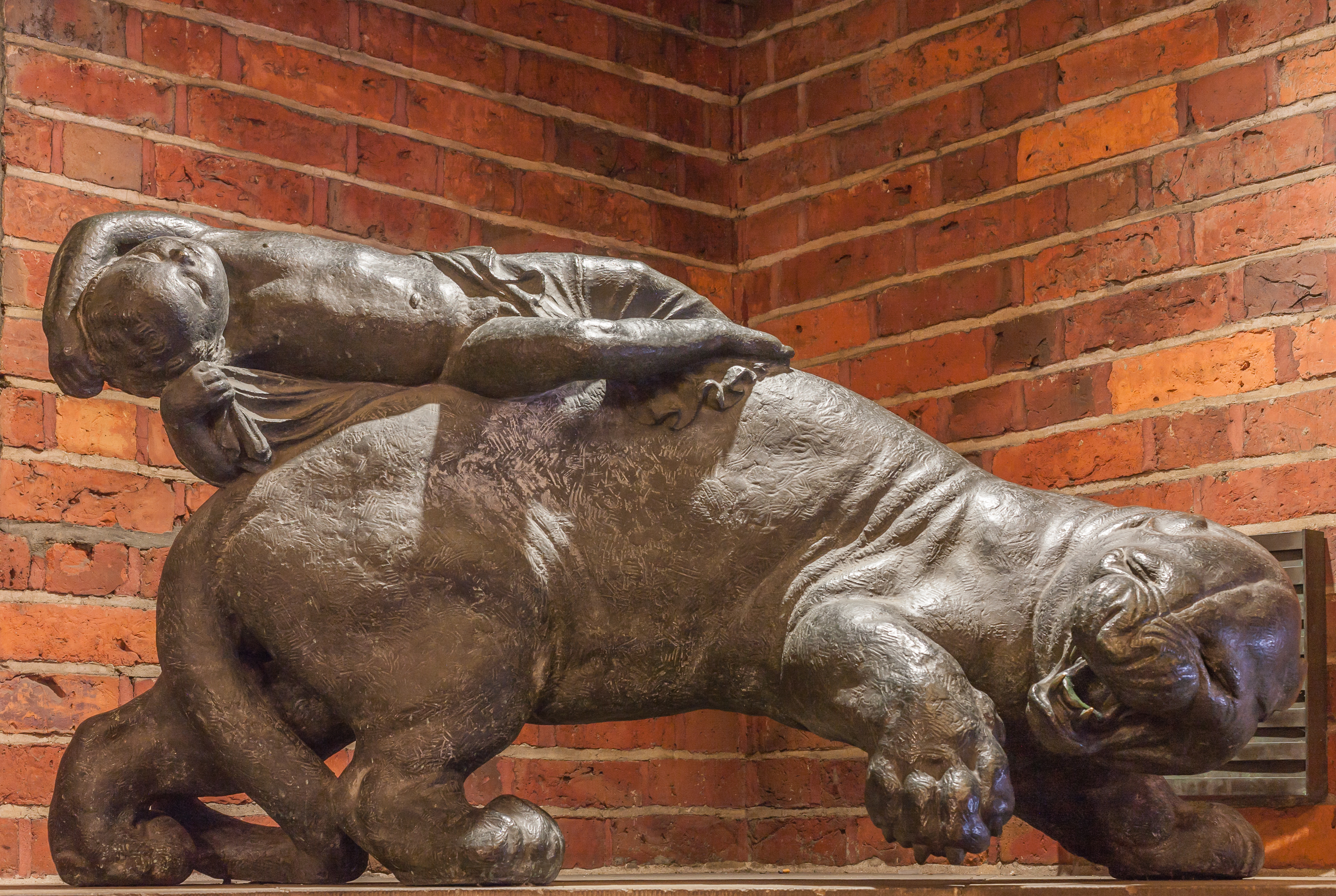

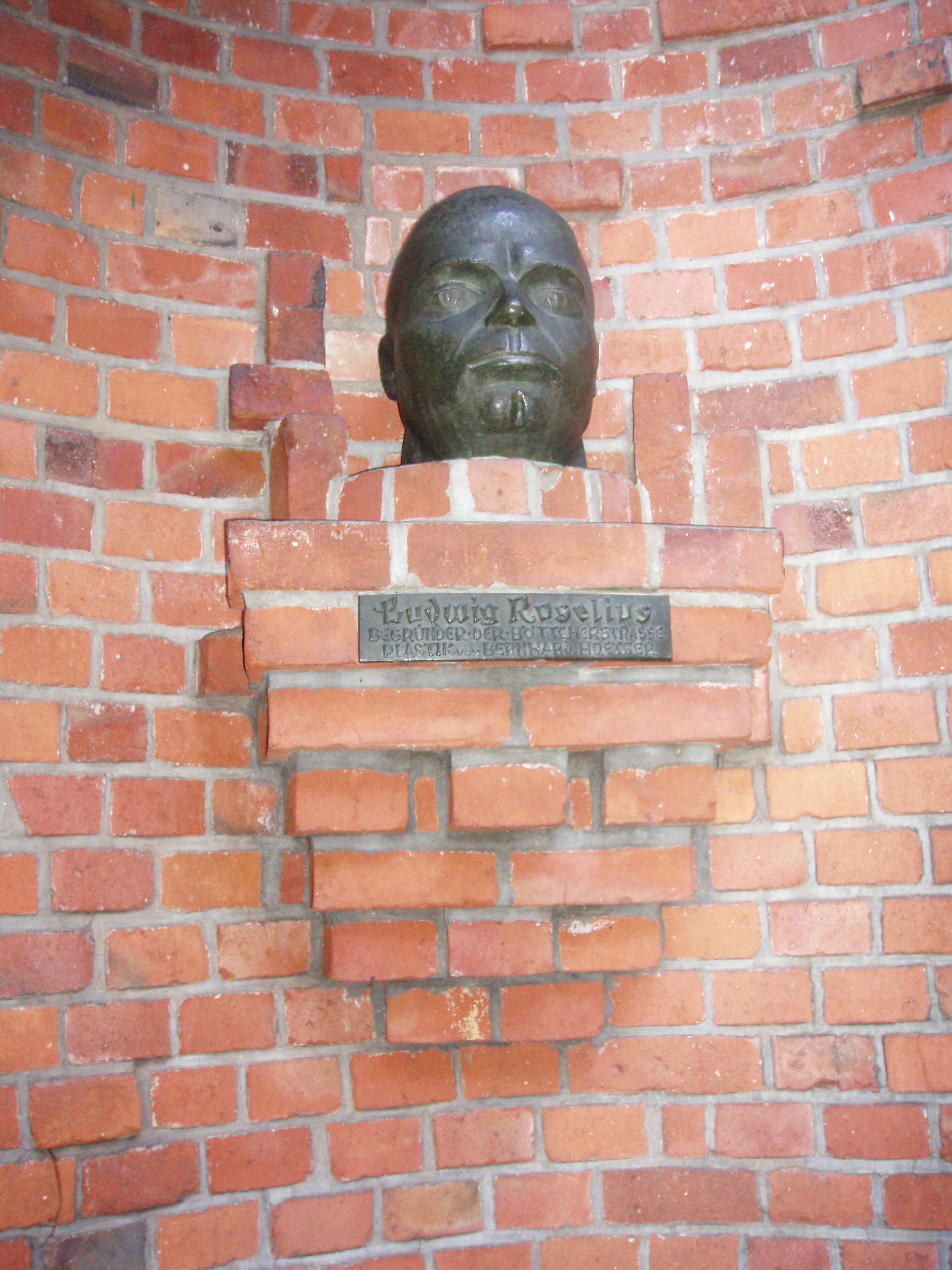
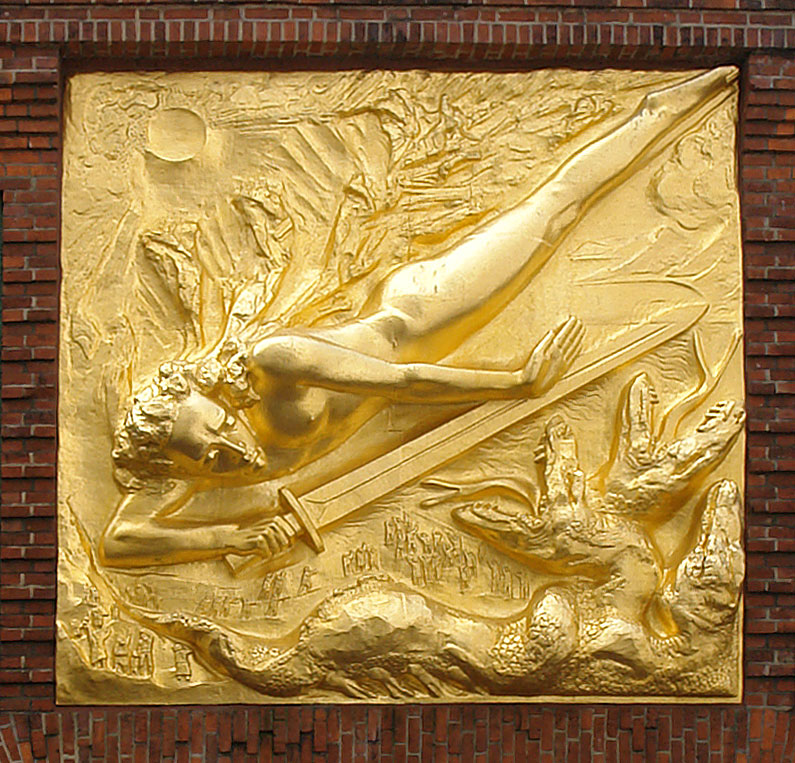
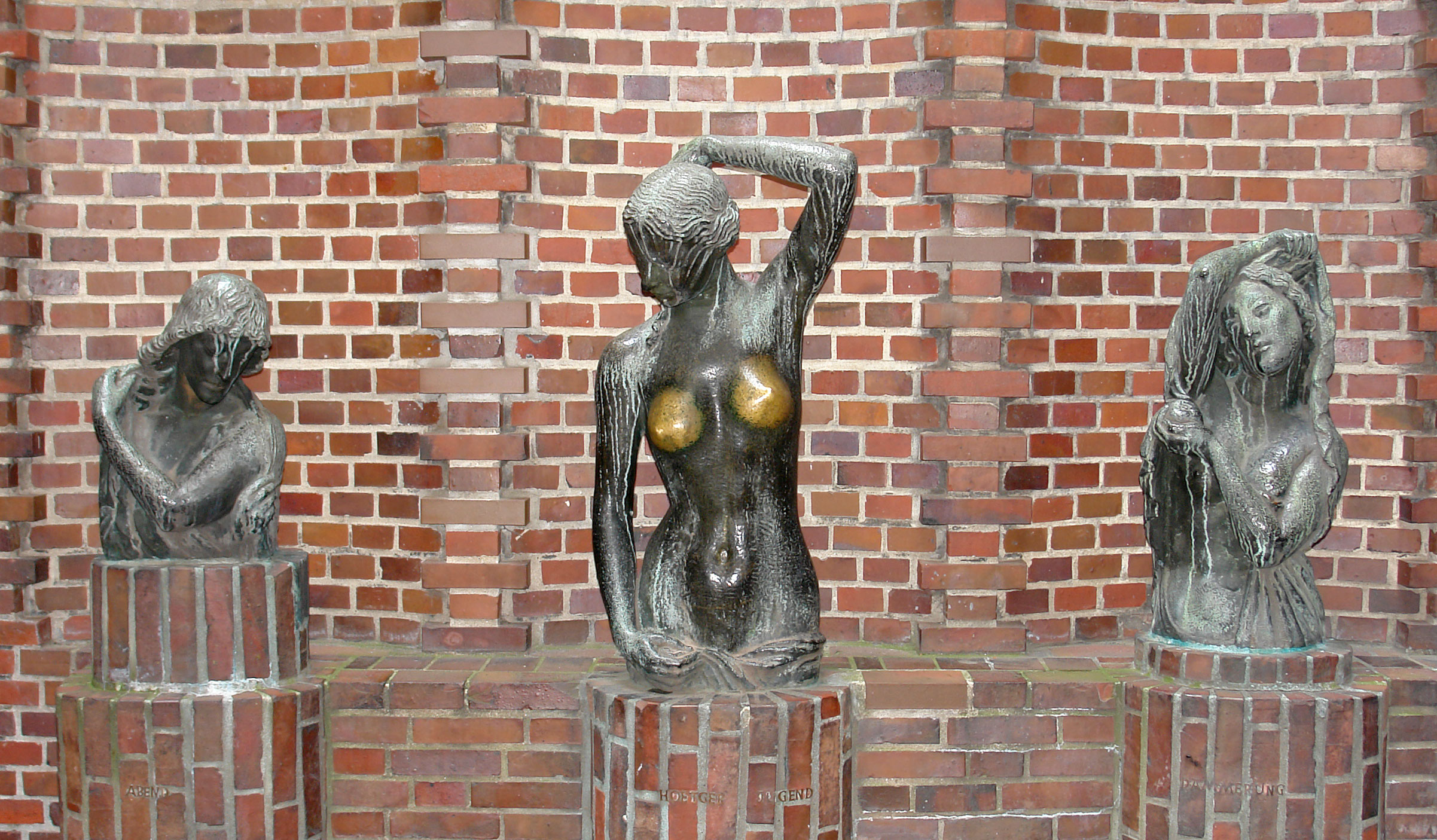
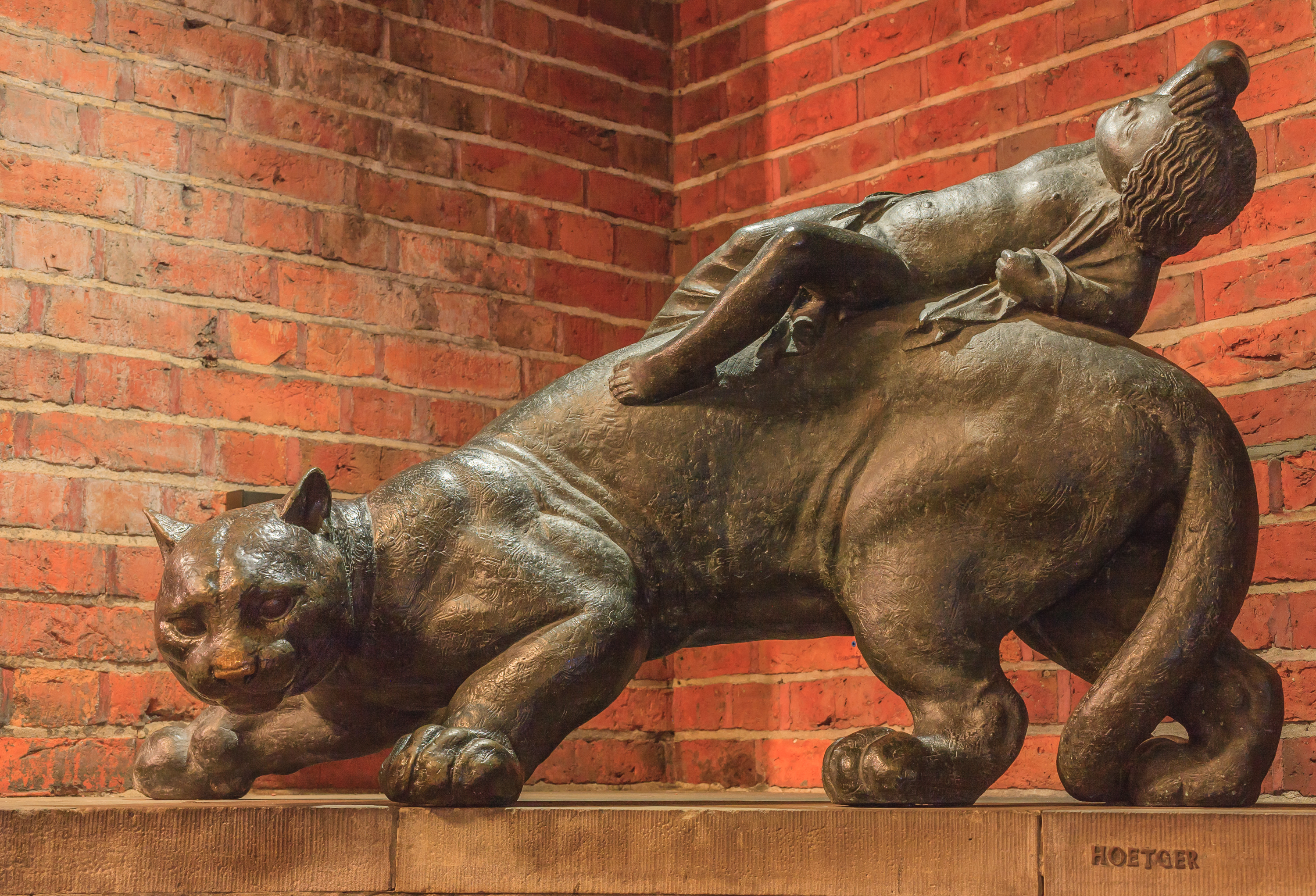